# Batalha de Aizu
A Batalha de Aizu (Japonês:会津戦争, lit. "Guerra de Aizu") ocorreu no norte do Japão no outono de 1868, e foi parte da Guerra Boshin. Terminou como uma vitória imperial sobre os rebeldes em Aizu.